# Teresa Bertinotti-Radicati
Pour les articles homonymes, voir Bertinotti.
Teresa Bertinotti-Radicati, née à Savillan (Piémont) et morte le 12 février 1854, est une célèbre soprano italienne ainsi qu'une professeur de chant réputée. Elle est notamment connue pour avoir créé plusieurs rôles-titre de premier plan dont celui indissolublement lié à l'opéra de Giovanni Simone Mayr : Ginevra di Scozia.

## Biographie
Bien que Teresa Bertinotti naisse au nord de l'Italie à Savillan dans le Piémont, elle grandit à Naples là où ses parents emménagent alors qu'elle est âgée de deux ans. C'est là qu'elle prend ses premières leçons de musique à quatre ans et se produit sur ses premières scènes en qualité d'enfant soliste au Teatro San Carlo à douze ans.
Elle étudie le chant auprès de Baldassare La Barbiera.
À vingt ans, elle s'est déjà produite aussi bien à la Scala de Milan qu'à La Fenice à Venise. Une tournée internationale l’emmène à travers l'Italie, l'Allemagne, l'Autriche, le Portugal, la Russie, la Hollande, l'Irlande et la Grande-Bretagne. Elle obtient un immense succès dans La Flûte enchantée et Così fan tutte au King's Theatre de Londres où elle officie de 1811 à 1812.
En 1801, elle se marie avec le violoniste et compositeur Felice Radicati (de) (1775-1823) qu'elle avait rencontré à Turin et qui est à l'origine de plusieurs œuvres spécialement composées pour la voix de son épouse. Y figurent notamment l'opéra Fedra que Bertinotti chante lors de la première saison du King's Theatre. Le couple s'installe à Bologne en 1815 lorsque Radicati est nommé à la tête de l'orchestre municipal ainsi que maître de chapelle à la Basilique San Petronio. À la mort de Radicatti en 1823, Bertinotti abandonne la scène pour se consacrer à l'enseignement de l'art vocal. Parmi ses élèves figurent notamment Carolina Cuzzani, qui devient une prima donna à la Scala, ainsi que Balbina Steffenone qui endosse le rôle de Leonora lors de la première américaine de l'opéra Il trovatore.
Teresa Bertinotti s'éteint à Bologne le 12 février 1854 à l'âge de 78 ans.

## Rôles
| Rôles créés - Ipermestra dans Le Danaidi d'Angelo Tarchi (Milan, 1794) - Rôle-titre de Rossana de Ferdinando Paër (Milan, 1795) - Ginevra dans Ginevra di Scozia de Mayr (Trieste, 1801) - Zulira dans La selvaggia nel Messico de Giuseppe Nicolini (Bologne, 1803) - Virginia dans La Virginia de Vincenzo Federici (it) (Ferrara, 1805) - Rôle-titre de Fedra de Felice Radicati (Londres, 1811) - Telaira dans Castore e Polluce de Felice Radicati (Bologne, 1815) - Minerva dans Il vero eroismo ossia Adria serenata de Giuseppe Farinelli (Venise, 1815) | Autres rôles - Berenice dans Antigono de Luigi Caruso - Merope dans Merope e Polifonte de Sebastiano Nasolini (it) - Amenaide dans Tancredi de Rossini - Donna Anna dans Don Giovanni de Mozart - Pamina dans La Flûte enchantée de Mozart - Fiordiligi dans Così fan tutte de Mozart - Fecennia dans I baccanali di Roma de Pietro Generali - Zenobia dans Aureliano in Palmira de Rossini |

### Source
- (en)/(it) Cet article est partiellement ou en totalité issu des articles intitulés en anglais « Teresa Bertinotti » (voir la liste des auteurs) et en italien « Teresa Bertinotti » (voir la liste des auteurs).